# Tengaran (Peterongan)
Tengaran is een bestuurslaag in het regentschap Jombang van de provincie Oost-Java, Indonesië. Tengaran telt 2921 inwoners (volkstelling 2010).